# Studio „Młodzi i Film” im. Andrzeja Munka
Studio Munka, Studio „Młodzi i Film” im. Andrzeja Munka – istniejące od 2008 roku studio filmowe mające na celu produkcję krótkometrażowych fabuł, dokumentów i animacji oraz pełnometrażowych debiutów filmowych”, działające przy Stowarzyszeniu Filmowców Polskich, Produkcje Studia wybierane są na drodze naboru do programów: Trzydzieści Minut, Młoda Animacja, Pierwszy Dokument, Sześćdziesiąt Minut oraz Debiut Pełnometrażowy. Corocznie powstaje maksymalnie 8 krótkometrażowych fabuł, 5 dokumentów oraz 3 animacje. Każdy z programów posiada Radę Artystyczną, która uczestniczy w selekcji zgłoszonych projektów. Finansowanie produkcji Studia Munka zapewnia Stowarzyszenie Filmowców Polskich przy wsparciu Polskiego Instytutu Sztuki Filmowej oraz Ministerstwa Kultury i Dziedzictwa Narodowego. Program Trzydzieści Minut powstaje w partnerstwie i koprodukcji z TVN i CANAL+ Polska. CANAL+ Polska jest również partnerem i koproducentem filmów z programu Sześćdziesiąt Minut. 
W latach 2008–2016 dyrektorem artystycznym Studia był reżyser Dariusz Gajewski. Obecnie funkcję tę pełni producent Jerzy Kapuściński.
Pełnometrażowe filmy fabularne, powstałe w Studiu Munka, to m.in.:
- „Lęk wysokości” reż. Bartosz Konopka
- „Dzień kobiet” reż. Maria Sadowska
- „Mur” reż. Dariusz Glazer
- „Fale” reż. Grzegorz Zariczny
- „Królewicz Olch” reż. Kuba Czekaj
- "Cicha noc" reż. Piotr Domalewski
- „53 wojny” reż. Ewa Bukowska
- „Supernova” reż. Bartosz Kruhlik
- „Eastern” reż. Piotr Adamski
- „Jakoś to będzie” reż. Sylwester Jakimow
- „Wiarołom” reż. Piotr Złotorowicz
- „Braty” reż. Marcin Filipowicz
- "Chleb i sól" reż. Damian Kocur
- „Chcesz pokoju, szykuj się do wojny” reż. Agnieszka Elbanowska
- „Horror Story” reż. Adrian Apanel
- "Tyle co nic" reż. Grzegorz Dębowski